# Постреліз
Постреліз (англ. Post-release) — коротке інформаційне повідомлення для преси. На відміну від статті, постреліз — це коротка нотатка, яка вимагає набагато менше часу та сил для її написання. Особливість пострелізу, на відміну від прямої реклами і тематичної статті у тому, що це коротке повідомлення, яке містить у собі ту чи іншу новину. Кінцева мета діяльності з розсилки пострелізів полягає в тому, щоб формувати та підтримувати певний імідж відомства (організації, установи тощо) в очах громадськості.

## Про що писати?
Які ж інформаційні приводи можуть бути цікаві засобам масової інформації? Це можуть бути:
- перемоги вчителів та вихователів у професійних конкурсах різного рівня;
- перемоги дітей у конкурсах, олімпіадах, спортивних змаганнях;
- спортивні свята, змагання;
- заходи, спрямовані на профілактику наркоманії та шкідливих звичок, правопорушень, дорожньо-транспортного травматизму;
- формування здорового способу життя, правової культури, моральних цінностей та патріотизму, толерантності;
- масштабні екологічні та інші проекти;
- великі конференції, семінари, круглі столи та інші вагомі заходи.

## Коли писати?
Постреліз пишеться про якусь подію, як правило, пов'язану з певним тимчасовим періодом, саме тому писати його слід якнайшвидше, поки сама подія ще не втратила актуальність. Найкраще, якщо його буде написано і відправлено через день-два після заходу.

## Як писати?
Постреліз повинен відповідати на такі питання:
- Що (відбувається)?

- Де це (походить)?

- Коли це (відбувається)?

- Чому й навіщо (це робиться)?

- Які це має перспективи? (якщо такі є)

## Структура пострелізу
Текст складається із 5 елементів, де кожен наступний доповнює попередній. Матеріал будується за принципом перевернутої піраміди: переходом від важливої інформації до незначної. Усі частини пострелізу по-своєму значимі, але важливу роль грає заголовок (хедлайн). Чи взагалі почнуть читати новину, багато в чому залежить від того, наскільки інтригуючим вийде хедлайн.
Хедлайн (заголовок)
Заголовок — це головний атрибут пострелізу: він повинен зацікавити читача. Саме у хедлайн потрібно вкласти головний меседж, який не лише зацікавить, а й чітко опише, що саме сталося. Довгий заголовок, перевантажений зайвими даними, тільки налякає адресата. Якщо захід здебільшого складався з виступів доповідачів, у заголовок є сенс винести яскраву цитату спікера. А коли йдеться, наприклад, про виставку, на якій представили продукти тієї чи іншої галузі, в хедлайн включається їхня назва.
Отже, хедлайн має бути:
- коротким
- ємним
- інформативним
- чіпляючим

Лід (вступ)
Лід продовжує думку, відображену в заголовку, при цьому не дублюючи інформацію з хедлайну, а пояснюючи, розширюючи та доповнюючи її. Лід — це коротке прев'ю пострелізу, зріз найважливішої інформації про подію. Саме в цій частині пострелізу потрібно відповісти на запитання коли, де, як і навіщо. Доречно вказати дату і місце події, склад гостей, відобразити дані про представлені новинки індустрії і т. д. Загалом розкрити значущі деталі події, згаданої в заголовку. За обсягом лід не повинен бути більше 2-3 речень.
Основна частина або body
У «тілі» пострелізу розкриваються всі подробиці інфоприводу. Текст може включати цитати спікерів, експертні коментарі, витяги з досліджень, аналітику, статистику, прогнози по ринку, цікаві факти і т. д.
Головне — відбирати ексклюзивну фактуру. Обсяг — не більше 1,5 тис. знаків.
Контактні дані
Наприкінці пострелізу потрібно залишити контактні дані особи, з якою можна зв'язатися, якщо знадобиться додаткова інформація або виникнуть якісь питання.
Візуальний ряд
Фотографії або відео чудово доповнять матеріал, але тільки в тому випадку, якщо вони хорошої якості, доречні та акцентують увагу на важливих деталях події.
Висновок
Коли постреліз буде готовим, не варто спішно розсилати його за базою ЗМІ. Перед відправкою текст потрібно ще раз прочитати вголос і виключити з нього складно читані речення, витіюваті вирази та фрази, канцелярити, абревіатури (крім загальновідомих), тавтологію, а також перевірити орфографію та пунктуацію. Якщо матеріал буде актуальним, змістовним і лаконічним, цілком реальний шанс отримати публікацію в ЗМІ.